# Finistère
Finistère (bretonska: Penn-ar-Bed) är ett franskt departement beläget i regionen Bretagne. Huvudort är Quimper. 

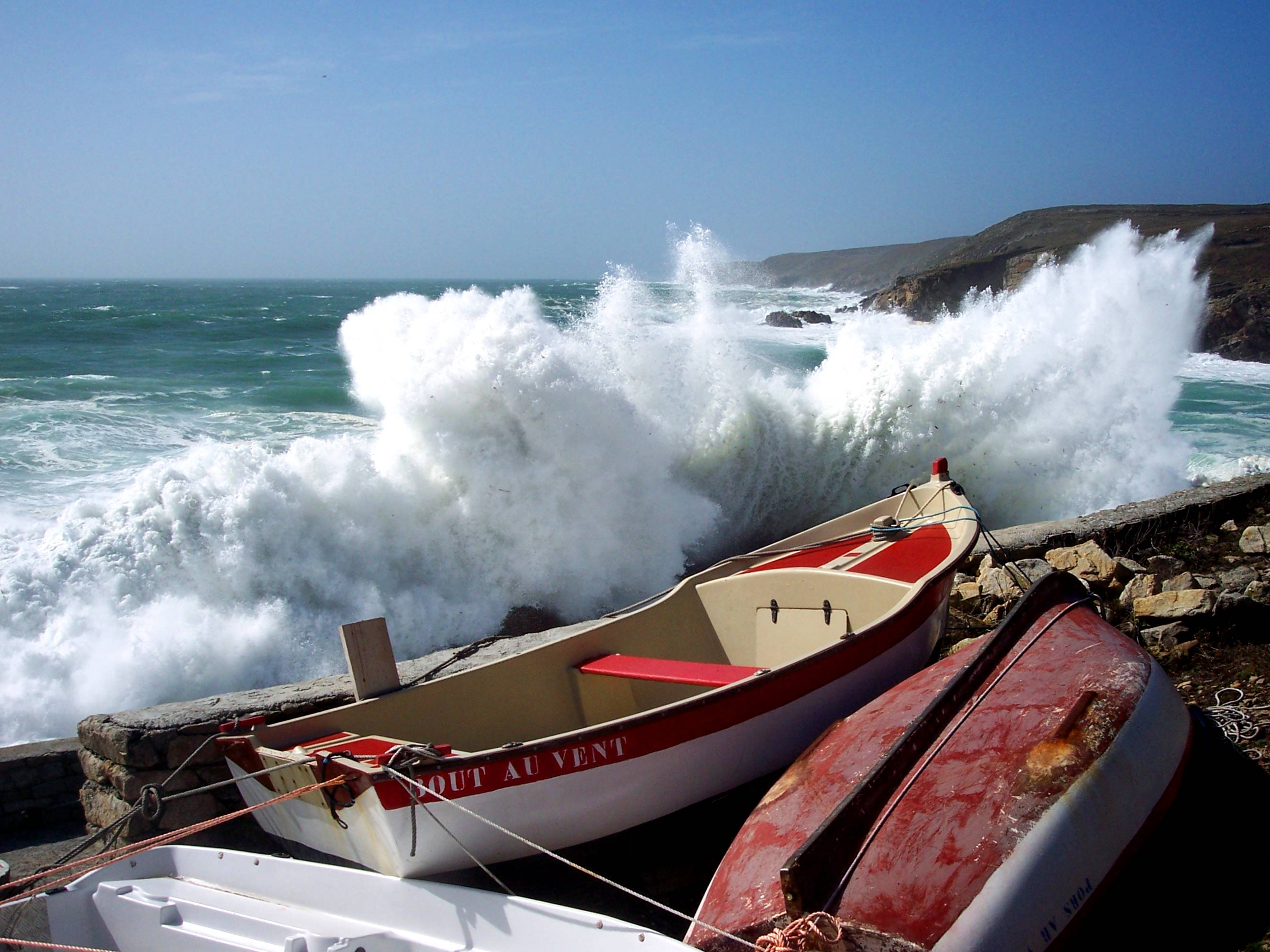
Storm i Plogoff i Finistère.

## Historia
Namnet Finistère kommer från latinets Finis Terræ, som betyder slutet på jorden och syftar på att departementet är det västligaste i Frankrike, jämför med Land's End på andra sidan Engelska kanalen. 

## Geografi
Finistère är Frankrikes västligaste departement. Den största staden är Brest, andra städer är Quimper (departementshuvudstaden), Morlaix, Carhaix och Douarnenez. Departementet omgärdas av Engelska kanalen norr, Atlanten i väst och Biscayabukten i söder. Kusten har många vikar och klippor, så mycket att nästan en fjärdedel av Frankrikes kuststräcka ligger i departementet. Fastlandsfrankrikes västligaste punkt, Pointe de Corsen, ligger i den nordvästra delen av Finistère.

## Ekonomi
Jordbruk, och andra matrelaterade industrier är en viktig del av Finistères ekonomi. Det finns även en betydande militär närvaro i departementet, framförallt i den flottstaden Brest. En annan hamn är Roscoff, varifrån det går färjor till England och Irland.

## Kultur
Finistère är det departement där det bretonska språket har sitt starkaste fäste. Bland annat finns festivalen Festival de Cornouaille, i Quimper, som är en hyllning till bretonsk musik och traditioner. Svenska författaren Bodil Malmsten bodde till 2008 i Finistère och hämtade flera motiv därifrån till sina böcker.